# عبد الرحمن بن عبد العزيز بن ماجد
عبد الرحمن بن عبد العزيز بن ماجد (توفي يوم 10 مايو 2018) هو أشهر المؤذنين في منطقة الرياض قضى عمر طويل خلف «المايكروفون» منادياً بالآذان في جامع الإمام تركي بن عبد الله بالديرة على مدى 30 عاماً.والمؤذن عبد الرحمن بن ماجد، كان قد تقاعد من هيئة الأمر بالمعروف والنهي عن المنكر، وتولى رفع الأذان بمرافقة المفتي الشيخ عبد العزيز بن عبد الله آل الشيخ؛ وظل يصدح بـ «اللون» النجدي العتيق. بعد أن ورث رفع الأذان من والده الشيخ «عبد العزيز» في جامع الإمام تركي بن عبد الله «الجامع الكبير» في الرياض، لمسيرة تعدت القرن من الزمن لرفع أطهر نداء عرفت به عائلة «بن ماجد».أكمل المؤذن عبد الرحمن مسيرة والده عبد العزيز الذي رفع الأذان على مدى 85 عاماً، حتى توفي عام 1418هـ، وبعد ذلك أكمل ابنه الشيخ عبد الرحمن بديلاً له بعد وفاته، حيث توارثت تلك العائلة الكريمة رفع الأذان منذ عام 1313هـ.